# Esquema de Shamir

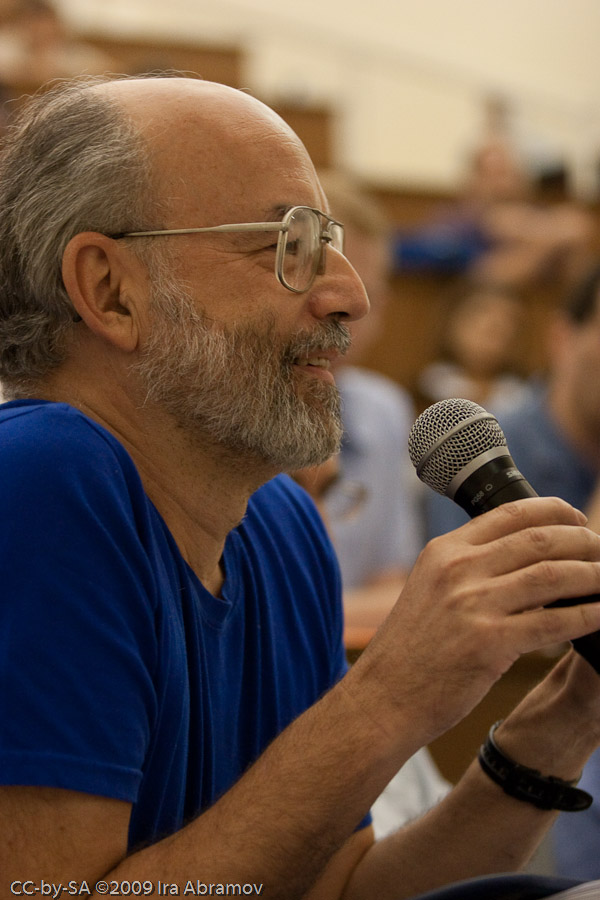
Adi Shamir, desenvolupador del sistema de compartició de secrets que porta el seu nom.

Un esquema de Shamir, és un algorisme criptogràfic. És una forma de compartició de secrets on un secret es divideix en parts i una sola d'elles es dona a cada participant, però de fet: totes o part d'elles són necessàries per reconstruir el secret.
L'algorisme basa el seu funcionament en una propietat dels polinomis interpoladors i va ser desenvolupat pel criptògraf Adi Shamir, que el va presentar el 1979.